# Список умерших в 1560 году
В этой статье представлен список известных людей, умерших в 1560 году.
См. также:Категория:Умершие в 1560 году

## Январь
- 1 января — Жоашен дю Белле — французский поэт, член группировки «Плеяда».
- 3 января — Лелио Капилупи (62) — итальянский поэт и писатель.
- 8 января — Ян Лаский — деятель Польской Реформации.

## Февраль
- 11 февраля — Бельтран II де ла Куэва и Толедо — испанский аристократ, военачальник и дипломат, 3-й герцог Альбуркерке.
- 16 февраля — Жан дю Белле — французский кардинал и дипломат, друг и покровитель Франсуа Рабле.

## Апрель
- 19 апреля — Филипп Меланхтон (63) — немецкий гуманист, теолог и педагог, сподвижник Лютера.
- 25 апреля — Тан Шуньчжи (52) — китайский математик.

## Июнь
- 11 июня — Мария де Гиз (44) — жена шотландского короля Якова V (1538—1542), регент Шотландии в 1554—1560 годах.
- 12 июня — Имагава Ёсимото — японский военачальник, один из известнейших даймё эпохи Сэнгоку Дзидай.

## Июль
- 28 июля — Анастасия Романовна Захарьина-Юрьева — первая жена царя Ивана Васильевича Грозного, мать царя Фёдора Иоанновича.

## Сентябрь
- 29 сентября — Густав I Ваза — король Швеции (1523—1560).

## Ноябрь
- 12 ноября — Иоганн-Каспар Аквила (72) — немецкий теолог, друг и сотрудник Мартина Лютера.
- 25 ноября — Андреа Дориа (93) — генуэзский адмирал и государственный деятель.
- 25 ноября — Доминго де Сото — испанский теолог, философ-схоласт, механик и экономист; комментатор Аристотеля.

## Дата неизвестна или требует уточнения
- Франческо Вечеллио — итальянский художник эпохи раннего Возрождения; старший брат Тициана.